# Folke Hellström
Folke Carl Josef Hellström, född 20 oktober 1904 i Kumla, död 27 mars 1977, Malmö, var en svensk målare och tecknare. Han har bland annat studerat på Skånska målarskolan, i Danmark, Nederländerna och Frankrike. Bland hans verk finns porträtt, naket, landskap, stilleben med blommor och modeteckningar.